# Trolltinder Mountain
Trolltinder Mountain är ett berg i Kanada.   Det ligger i provinsen British Columbia, i den centrala delen av landet, 3 000 km väster om huvudstaden Ottawa. Toppen på Trolltinder Mountain är 2 403 meter över havet. Trolltinder Mountain ligger vid sjön Fairy Lake.
Terrängen runt Trolltinder Mountain är bergig västerut, men österut är den kuperad.Trakten runt Trolltinder Mountain är nära nog obefolkad, med mindre än två invånare per kvadratkilometer.. Det finns inga samhällen i närheten. 
I omgivningarna runt Trolltinder Mountain växer i huvudsak barrskog.